# 嘉定赤城志
《嘉定赤城志》是南宋时期纂修的一部台州总志，黄㽦、齐硕等修，陈耆卿纂。书成于嘉定十六年（1223年），又因南梁曾设赤城郡，故名《嘉定赤城志》。全志共分为地理、公廨、秩官、版籍、财赋、吏役、军防、山水、寺观、祠庙、人物、风土、冢墓、纪遗、辨误十五门，共四十卷，记事从秦汉以前至宋。《嘉定赤城志》被认为是台州现存方志之中承上启下、最具特色的一部。

## 篇帙
《嘉定赤城志》共分十五门，四十卷，各卷内容如下。此外，据传该志原有地图十三幅，今存九幅，分别为州境图、罗城图、临海县治图、黄岩县境图、黄岩县治图、天台县县境图、仙居县治图、宁海县县境图和宁海县治图。
| 门类   | 卷序       | 内容（标题）                           |
| ------ | ---------- | -------------------------------------- |
| 地里门 | 卷第一     | 叙州 叙县                              |
| 地里门 | 卷第二     | 城郭 乡里 坊市                         |
| 地里门 | 卷第三     | 馆驿 桥梁 津渡                         |
| 公廨门 | 卷第四     | 先圣庙（学附） 社稷坛 贡院 校场        |
| 公廨门 | 卷第五     | 州治 通判厅 添差通判厅 教授厅 州属关厅 |
| 公廨门 | 卷第六     | 诸县官厅                               |
| 公廨门 | 卷第七     | 仓库 场务（镇监坊附）                  |
| 秩官门 | 卷第八     | 历代郡守                               |
| 秩官门 | 卷第九     | 国朝郡守                               |
| 秩官门 | 卷第十     | 通判 添差通判 教授                     |
| 秩官门 | 卷第十一   | 诸县令                                 |
| 秩官门 | 卷第十二   | 州属官 诸县属官                        |
| 版籍门 | 卷第十三   | 田 学田                                |
| 版籍门 | 卷第十四   | 寺观田                                 |
| 版籍门 | 卷第十五   | 户口（僧道附）                         |
| 财赋门 | 卷第十六   | 上供 起发诸司                          |
| 吏役门 | 卷第十七   | 州役人 县役人 乡役人                   |
| 军防门 | 卷第十八   | 州禁厢兵 诸县弓兵 诸县寨兵 诸县铺兵    |
| 山水门 | 卷第十九   | 山（州 臨海）                          |
| 山水门 | 卷第二十   | 山（黄岩）                             |
| 山水门 | 卷第二十一 | 山（天台）                             |
| 山水门 | 卷第二十二 | 山（仙居 宁海）                        |
| 山水门 | 卷第二十三 | 水（州 临海）                          |
| 山水门 | 卷第二十四 | 水（黄岩 天台）                        |
| 山水门 | 卷第二十五 | 水（仙居 宁海）                        |
| 山水门 | 卷第二十六 | 水利                                   |
| 寺观门 | 卷第二十七 | 寺院（州 临海）                        |
| 寺观门 | 卷第二十八 | 寺院（黄岩 天台）                      |
| 寺观门 | 卷第二十九 | 寺院（仙居 宁海）                      |
| 寺观门 | 卷第三十   | 宫观                                   |
| 祠庙门 | 卷第三十一 |                                        |
| 人物门 | 卷第三十二 | 历代（仕进 遗逸 侨寓）                 |
| 人物门 | 卷第三十三 | 国朝（仕进）                           |
| 人物门 | 卷第三十四 | 国朝（仕进 遗逸 侨寓）                 |
| 人物门 | 卷第三十五 | 释 道                                  |
| 风土门 | 卷第三十六 | 土贡 土产                              |
| 风土门 | 卷第三十七 | 土俗                                   |
| 冢墓门 | 卷第三十八 |                                        |
| 纪遗门 | 卷第三十九 |                                        |
| 辨误门 | 卷第四十   |                                        |

## 编纂历程
《嘉定赤城志》的编纂历程较为波折。南宋淳熙年间，台州知府尤袤与唐仲友均有心于此，然而皆因故未能实施。开禧年间，李兼知台州，亦有心修志，但上任仅一年半即逝，未能如愿。两年后黄㽦知台州，以修志为首要任务，一到任即聘请陈耆卿与陈维纂修志书，大约一年多后初成草稿，但黄㽦改知袁州，此事再次被搁置。直到嘉定十四年（1221年）齐硕知台州才将此事重新提上日程，并于嘉定十六年（1223年）重新开始志书的编纂工作，大约半年后全书告成。

## 版本
《嘉定赤城志》宋刊原本大字黑口，半页十行，每行二十字，已不存。现存最早的刊本为明弘治十年（1497年）谢铎校刊本，明代另有万历二十四年（1596年）台州知府简继芳刊本。现中国国家图书馆、中国科学院南京地理研究所藏有谢本全本，南京图书馆、台湾中央图书馆藏有残本。简本则藏于中国国家图书馆与南京图书馆，上海图书馆藏有残本，日本国会图书馆藏有明天启六年（1626年）补刻本。清朝编《四库全书》时收入该志。嘉庆二十三年（1818年），临海人宋世荦根据洪颐煊、郭协寅两家所藏的弘治刊残本合成全本，予以重刊，此即现通行本。

## 评价
《嘉定赤城志》因其文笔，以及对后世编志的影响，被认为是台州地区方志中的典范。明代的陈相评价这一部志书“事实详明，颠末艰巨，千百年之文献一览可知”。而《四库全书总目提要》对其的评价是“耆卿受学于叶适，文章法度，俱有师承，故叙述咸中体裁”。《嘉定赤城志》也对明清时期台州的方志学家有重要影响。清中期的宋世荦称赞这部志书“积十数年参考之功，纫千百载遗缺之迹，词旨博赡，笔法精严，称杰构焉”。晚清的王棻认为“陈《志》事立之凡，卷授之引，词旨博赡，笔法精严，繁而不芜，简而不陋，洵杰作已”。有学者认为《嘉定赤城志》将方志从簿书吏牍的范畴上升到了史的地位，有鉴往开来、促进地方经济政治发展之用，并切中时弊，对社会上的一些现象进行了批判。